# Hofgarten

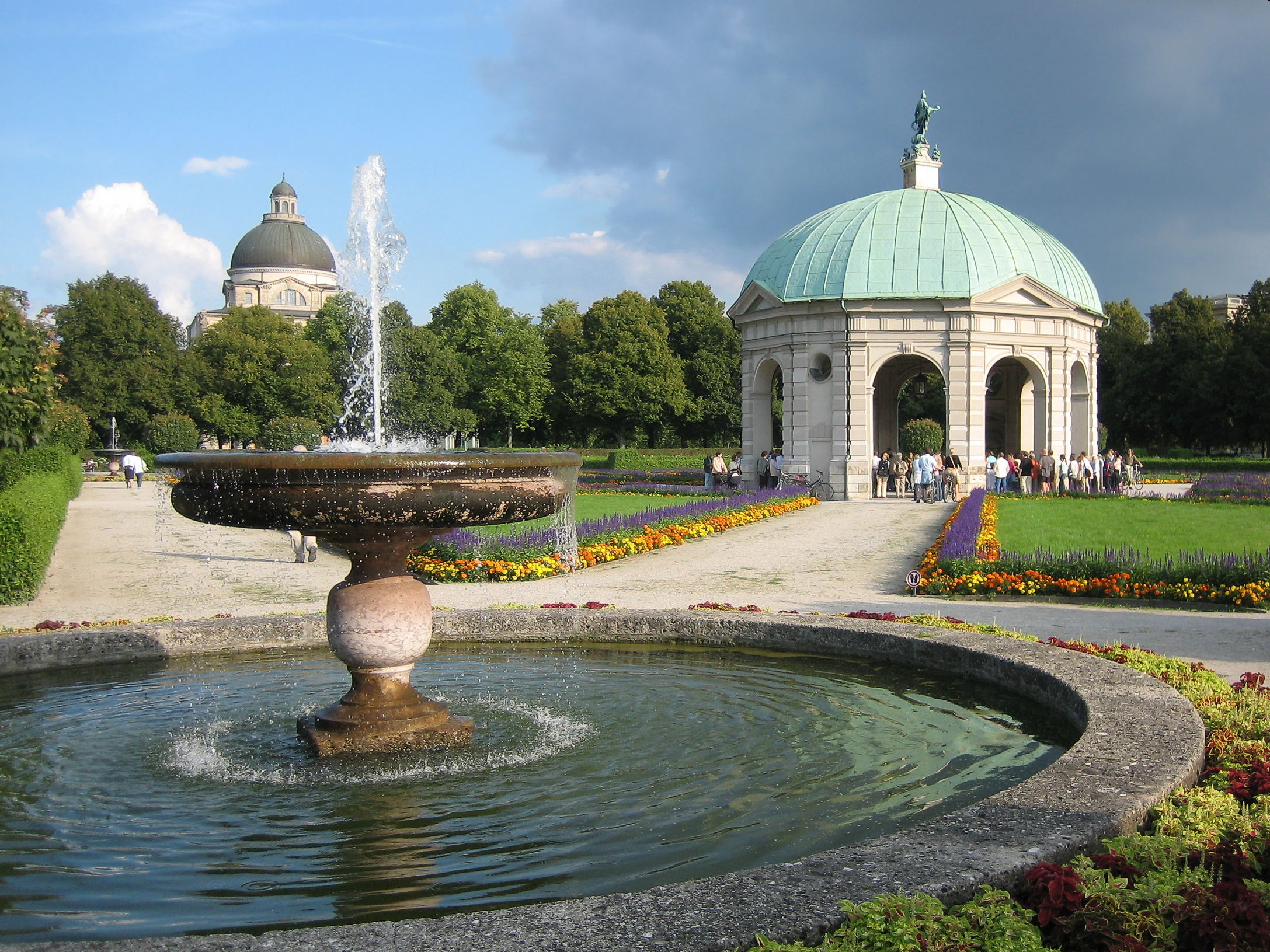
El Hofgarten de Múnich.

El Hofgarten es un parque situado en el interior de la ciudad alemana de Múnich.
Fue construido entre 1613 y 1617 por Maximiliano I de Baviera imitando el estilo renacentista italiano. En el centro del parque se encuentra el pabellón dedicado a la diosa Diana construido en 1615 por Heinrich Schön. En el techo del pabellón hay una réplica de la escultura de Hubert Gerhard conocida como Bavaria, creada en 1623.
El parque fue destruido durante la Segunda Guerra Mundial y rediseñado parcialmente como un jardín de estilo inglés. En la actualidad el parque se halla abierto al público y es un lugar habitual de encuentro de los habitantes de Múnich en el que se puede disfrutar de multitud de artistas callejeros.
El jardín aparece citado en el poema de T. S. Eliot La tierra baldía.

## Galería de imágenes

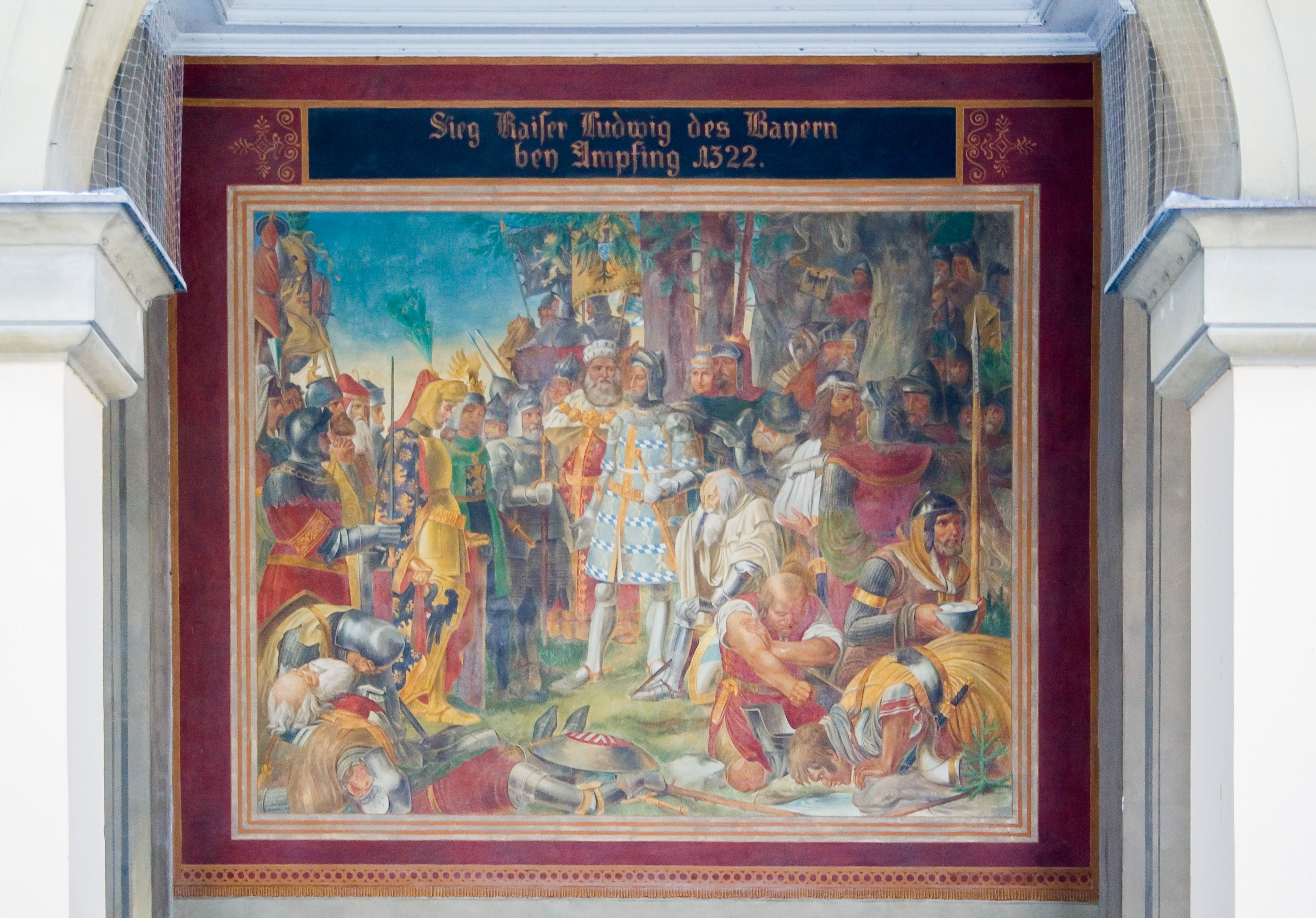
Pintura expuesta de forma permanente.
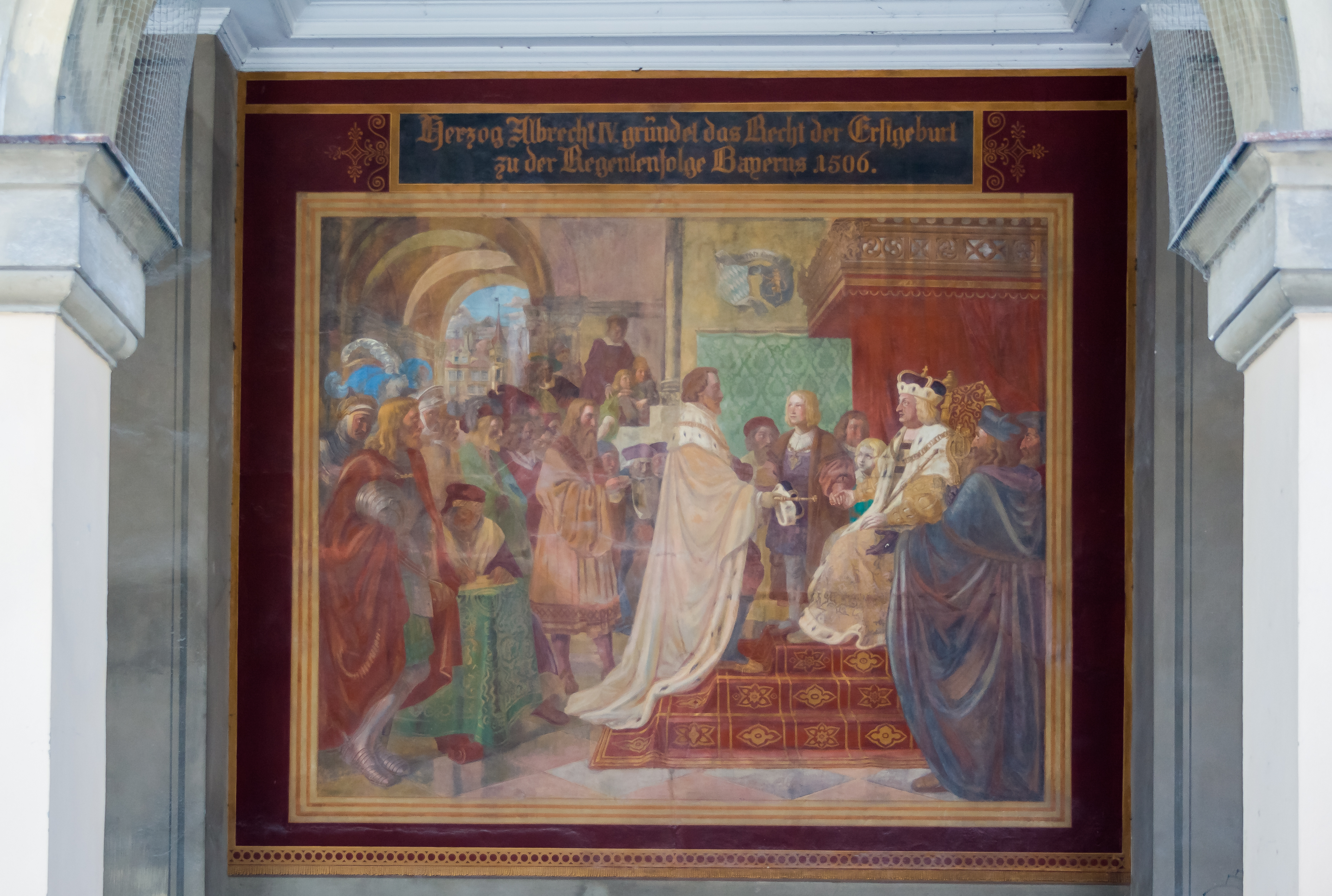
Pintura expuesta de forma permanente.
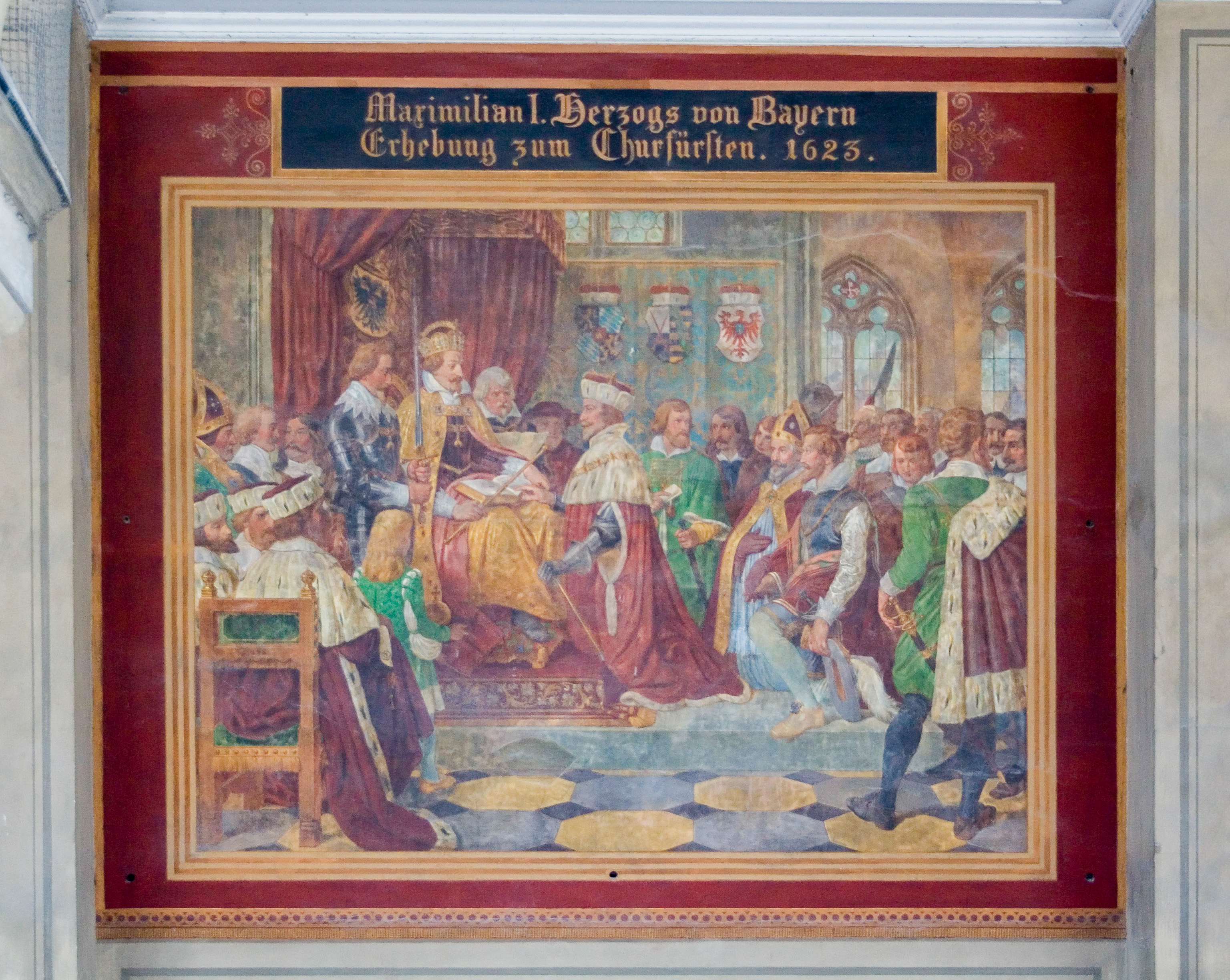
Pintura expuesta de forma permanente.
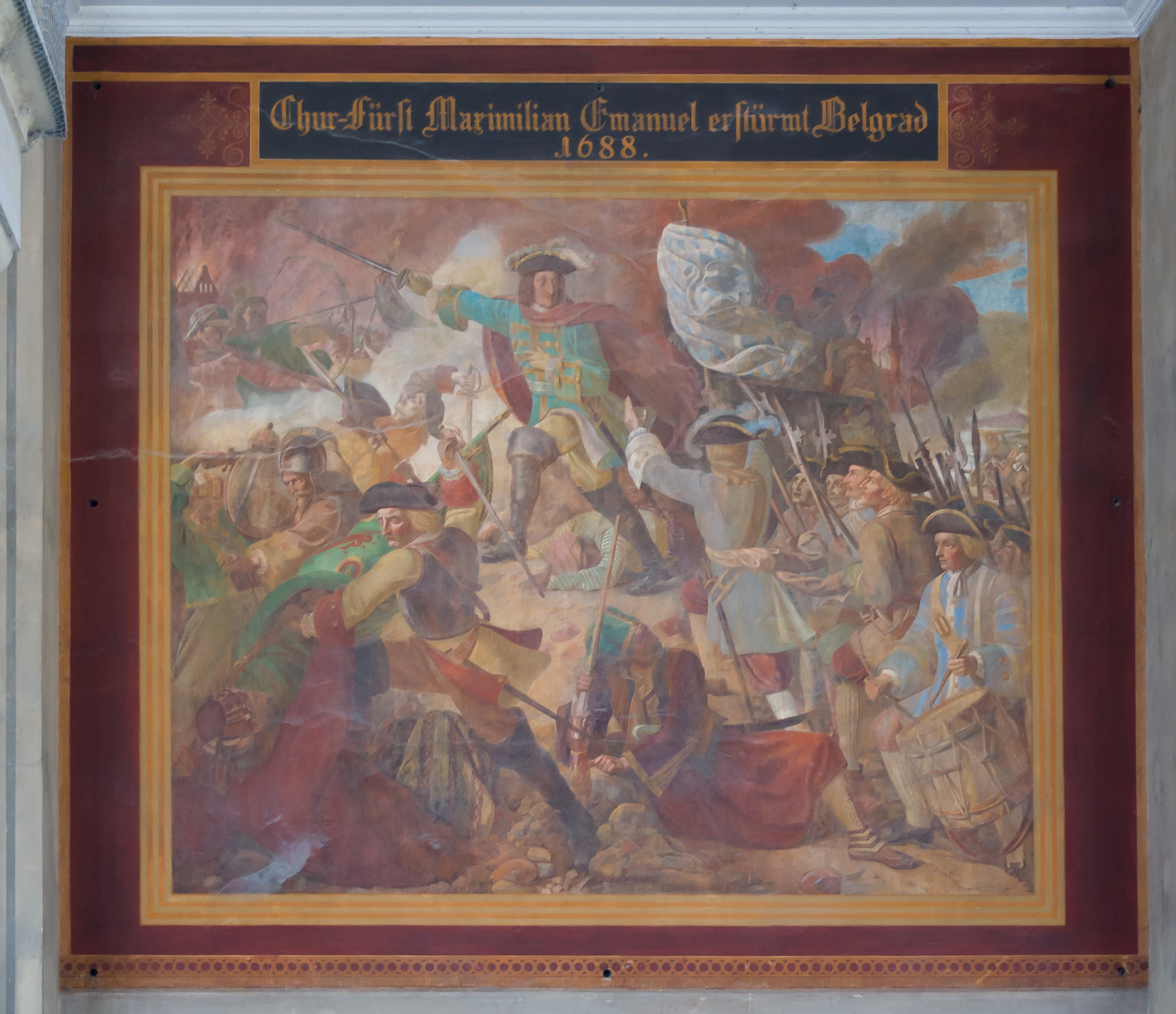
Pintura expuesta de forma permanente.
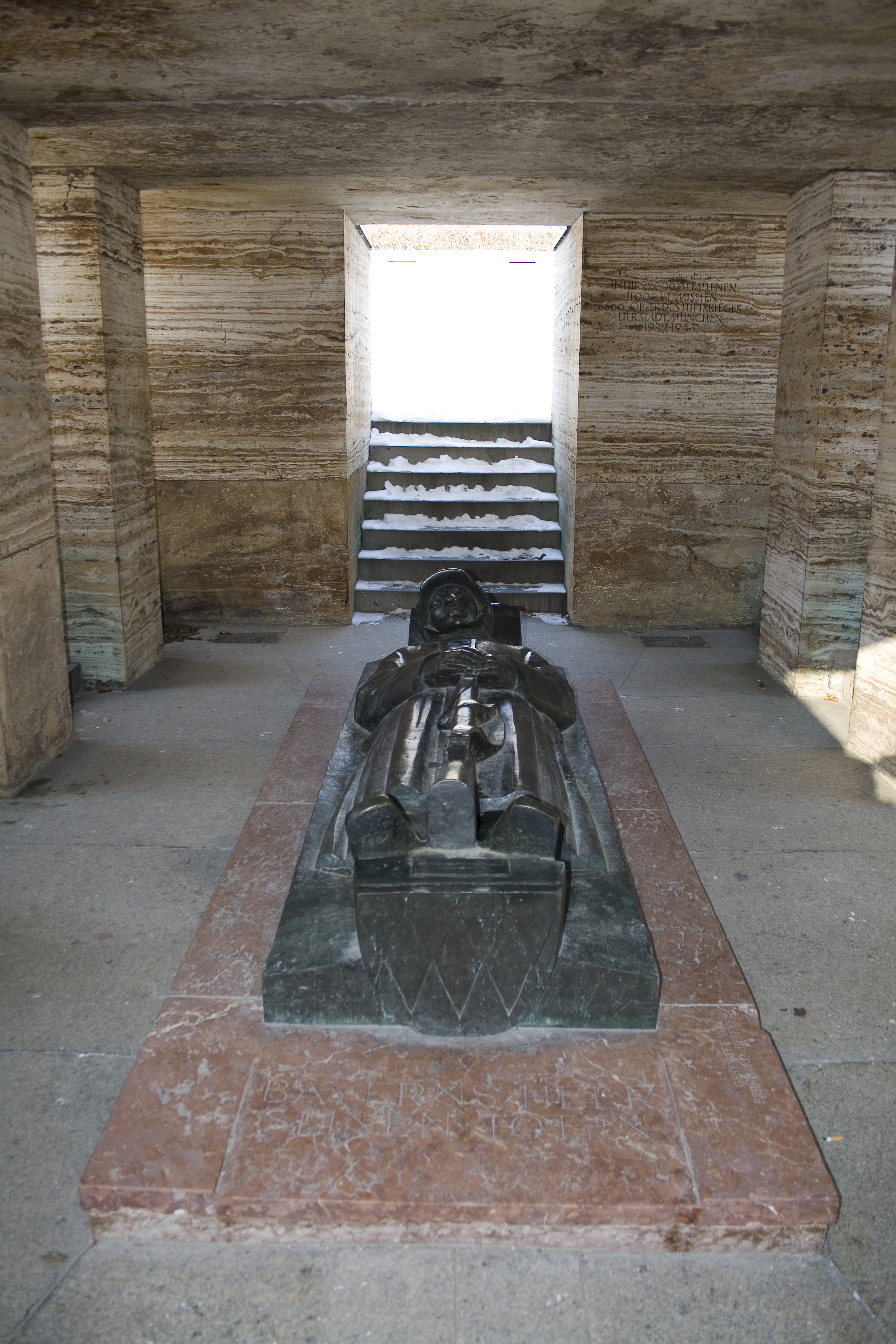
Monumento a los caídos.
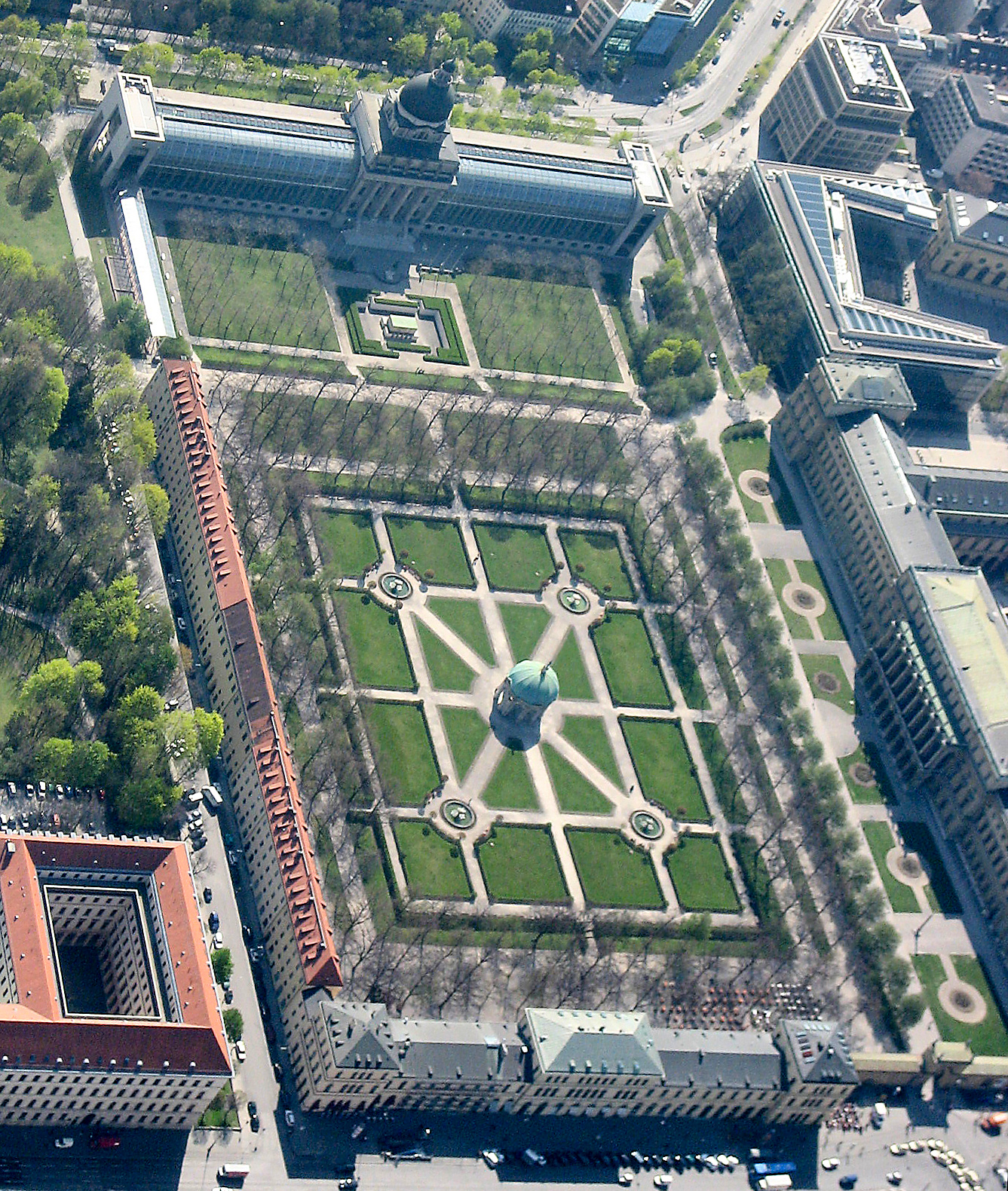
Vista aérea.